# Alfred Dagenbach
Alfred Dagenbach (* 17. November 1947 in Heilbronn-Sontheim) ist ein deutscher Gärtner, freier Journalist und rechtsextremer Politiker. Er war stellvertretender Bundesvorsitzender der Partei Pro Deutschland, bis diese im November 2017 aufgelöst wurde, und ist Vorsitzender des Vereins Pro Heilbronn. Er war Mitglied und Landtagsabgeordneter der Partei Die Republikaner.

## Leben und Beruf
Alfred Dagenbach besuchte von 1958 bis 1964 die Knabenmittelschule in Heilbronn und schloss diese mit der Mittleren Reife ab. Von 1964 bis 1966 machte er eine verkürzte Ausbildung zum Gärtnergehilfen der Fachrichtung Blumen- und Zierpflanzen und absolvierte von 1967 bis 1969 seinen 18-monatigen Grundwehrdienst bei der Bundeswehr in Nagold und Calw. 1971 bis 1973 leitete er die Gartenabteilung eines Heilbronner Unternehmens. Von 1972 bis 1975 war er Vorsitzender der Junggärtnergruppe Heilbronn-Hohenlohe. 1973 machte er sich selbständig und die  Gärtnermeisterprüfung als Autodidakt. Seither betätigte er sich auch als freier Fachjournalist. Er nahm an verschiedenen Gartenschauen teil und erhielt neben Gold-, Silber- und Bronzemedaillen bei der Bundesgartenschau 1977 den Ehrenpreis der Stadt Stuttgart. 1981 bis 1989 war er Vorsitzender eines Heilbronner Schulförderungsvereins. Er ist Mitglied zahlreicher Vereine und Verbände, u. a. des Weißen Rings und des Bundes der Vertriebenen.
Er ist verheiratet und hat eine Tochter.

## Politische Karriere
1973 trat Dagenbach der Freien Wählervereinigung (FWV) Heilbronn bei. Er ist Vorsitzender der Heilbronner Bürgervereinigung (HBV) e.V.
1989 zog er als Stadtrat und Vorsitzender der Republikaner-Fraktion in den Heilbronner Gemeinderat ein. In der Heilbronner Nachbarstadt Neckarsulm kandidierte er 1992 für das Amt des Oberbürgermeisters; mit 7,77 % erreichte er bei der Wahl am 27. September 1992 von zehn Kandidaten den dritten Platz. Im Jahr 1992 übernahm er auch das Amt des Landesgeschäftsführers der Republikaner, das er bis 2001 innehatte. Daneben war er von 1991 bis 2001 Mitglied des Landesvorstands Baden-Württemberg (davon 1991 bis 1995 und 1999 bis 2001 Stellvertretender Landesvorsitzender), 2000 bis 2002 gehörte er dem Bundesvorstand an. 1995 gab er das Taschenbuch Die Spitze des Eisbergs heraus. Dem Landtag von Baden-Württemberg gehörte Dagenbach vom 15. April 1996 bis zum 11. Juni 2001 mit Zweitmandat im Wahlkreis 20 (Neckarsulm) an. Im Landtag war er Mitglied im Ausschuss Ländlicher Raum und im Ausschuss für Schule, Jugend und Sport, außerdem während dessen Dauer im Untersuchungsausschuss Ländliche Sozialversicherung. Zusätzlich war er stellvertretendes Mitglied im Ständigen Ausschuss, im Innenausschuss, im Finanzausschuss und im Ausschuss für Umwelt und Verkehr.
1999 gehörte Dagenbach der Bundesversammlung zur Wahl des Bundespräsidenten an. Bei der Heilbronner Oberbürgermeister-Wahl am 28. Juni 1999 erreichte er mit 9,03 % unter fünf Kandidaten den dritten Platz. Im Jahr 2000 war er neben anderen an der Aufdeckung eines Finanzskandals im Landesverband Baden-Württemberg der Republikaner beteiligt.
Von 1995 bis 2008 war Dagenbach Kreisvorsitzender der Republikaner im Kreisverband Heilbronn. Er wurde 2005 per Ordnungsmaßnahme seines Amtes enthoben, da er den Rücktritt des REP-Bundesvorsitzenden Rolf Schlierer und von dessen Stellvertretern Ursula Winkelsett und Johann Gärtner gefordert hatte und deren politischen Kurs scharf kritisiert hatte. So kommentierte er das Wahlergebnis der Republikaner bei der nordrhein-westfälischen Landtagswahl 2005 folgendermaßen: „Jetzt werden wir sogar schon von der NPD überholt“. Zur Bundestagswahl 2005 wurde er trotz der Ordnungsmaßnahmen von der Mitgliederversammlung auf Platz 11 der Landesliste der Republikaner in Baden-Württemberg gewählt. Zur Landtagswahl 2006 trat er als Kandidat der Wahlkreise 19 Eppingen und 20 Neckarsulm an. 2008 wurde er aus der Partei Die Republikaner durch ein Urteil des Bundesschiedsgerichts ausgeschlossen, das nach Ansicht seines Anwaltes schwerwiegende Mängel aufweist. Er sah seinen eigenen Angaben zufolge jedoch von der Erhebung einer Parteimitgliedschaftsfeststellungsklage ab, weil er nicht mehr daran interessiert sei, in einer Partei mitzuwirken, die nach seinen Beobachtungen eine Entwicklung genommen habe, die Zweifel aufkommen lasse, ob Organisation und Willensbildung innerhalb der Partei noch rechtsstaatlichen Grundsätzen genügten.
Am 25. April 2006 gründete Dagenbach mit Gleichgesinnten die Bürgerbewegung Pro Heilbronn, deren Vorsitzender er ist. Zur gleichen Zeit trat er der rechtsextremen Bürgerbewegung pro Deutschland bei, deren stellvertretender Bundesvorsitzender er vom 3. November 2007 bis zur Parteiauflösung am 11. November 2017 war. Ende März 2009 beschloss die Republikaner-Fraktion im Heilbronner Gemeinderat mit zwei von drei Stimmen, sich in Pro Heilbronn umzubenennen; ein Stadtrat schied zum 1. April aus der Fraktion aus. Bei der Gemeinderatswahl am 7. Juni 2009 wurde Dagenbach für Pro Heilbronn wieder in den Gemeinderat gewählt, ebenso am 25. Mai 2014 und am 26. Mai 2019. Im Januar 2020 wechselte der bis dahin fraktionslose Stadtrat Dagenbach im Heilbronner Gemeinderat zur AfD-Fraktion.